# Favignana (wyspa)
Favignana (wł. Isola di Favignana, łac. Aegusa) – wyspa na Morzu Śródziemnym, w archipelagu Egadów. Znajduje się na niej miejscowość Favignana. Dawniej wyspa była kolonią fenicką.
Favignana jest największą wyspą archipelagu o powierzchni 20,7 km², leży około 7 km na zachód od północno-zachodniego wybrzeża Sycylii, pomiędzy miastami Trapani i Marsala. Najwyższym punktem wyspy jest Monte Santa Catarina o wysokości 314 m n.p.m. Wzdłuż południowego wybrzeża położonych jest kilka niewielkich wysepek.
W 241 roku p.n.e., podczas I wojny punickiej w pobliżu wyspy odbyła się bitwa morska pomiędzy flotą rzymską a kartagińską, zakończona zwycięstwem Rzymian.
Obecnie głównym zajęciem mieszkańców wyspy pozostaje połów tuńczyków oraz obsługa ruchu turystycznego. Favignana ma stałe połączenie morskie z portem w Trapani, obsługiwane przez wodoloty. Podróż trwa około 20 minut.